# Noriaki Yasuda
Noriaki Yasuda (jap. 安田矩明 Yasuda Noriaki; ur. 11 grudnia 1935 w Tajpej zm. 16 kwietnia 2004) – japoński lekkoatleta, skoczek o tyczce.
Złoty medalista igrzysk azjatyckich (1958). 
Mistrz Uniwersjady (1959).
Podczas igrzysk olimpijskich w Rzymie (1960) zajął 22. miejsce w eliminacjach i nie awansował do finału.
Złoty medalista mistrzostw kraju.
Dwukrotnie ustanawiał rekordy Japonii:
- 4,36 (14 września 1958, Odawara)
- 4,40 (11 czerwca 1960, Shizuoka)

## Rekordy życiowe
- Skok o tyczce – 4,41 (1962)